# 9893 Akustycznie
9893 Akustycznie – akustyczny album studyjny polskiego piosenkarza Dawida Kwiatkowskiego. Wydawnictwo ukazało się 28 maja 2014 roku nakładem wytwórni płytowej My Music. Album zawiera utwory pochodzące z debiutanckiego wydawnictwa, w akustycznych aranżacjach. Za produkcję muzyczną albumu odpowiadał Patryk Kumór, który ponadto wystąpił gościnnie w utworze „Mój świat”, promującym wydawnictwo.
Nagrania płyty zrealizowano w ciągu pięciu miesięcy, w trzech różnych studiach nagraniowych.

Jest taka, jaką sobie wymarzyłem – nagrana w stu procentach na żywo, bez większego przerabiania czy zmian. Na początku planowaliśmy wykorzystać same gitary akustyczne, ale co chwilę mieliśmy wątpliwości i dodawaliśmy kolejne instrumenty, aż zebraliśmy wielu muzyków, którzy pracowali nad tym albumem.

## Lista utworów
Opracowano na podstawie materiału źródłowego.
| 1.  | „Mój świat” (gościnnie: Patryk Kumór) | 3:50  |
|     |                                       |       |
| 2.  | „Ze sobą sam na sam”                  | 3:46  |
|     |                                       |       |
| 3.  | „Biegnijmy”                           | 3:15  |
|     |                                       |       |
| 4.  | „2+2”                                 | 3:24  |
|     |                                       |       |
| 5.  | „Na zawsze”                           | 4:25  |
|     |                                       |       |
| 6.  | „Dla Ciebie”                          | 3:21  |
|     |                                       |       |
| 7.  | „Aloha”                               | 4:56  |
|     |                                       |       |
| 8.  | „Teraz boję się”                      | 3:54  |
|     |                                       |       |
| 9.  | „3 żywioły”                           | 3:12  |
|     |                                       |       |
| 10. | „Wytrzymać chcę”                      | 3:52  |
|     |                                       |       |
| 11. | „Tathagata”                           | 2:51  |
|     |                                       |       |
|     |                                       | 40:46 |
|     |                                       |       |

## Pozycje na listach
| Lista (2014)  | Najwyższa pozycja |
| ------------- | ----------------- |
| Polska (OLiS) | 2                 |